# Koloman Sokol
Koloman Sokol (Liptovský Mikuláš, 12 dicembre 1902 – Tucson, 12 gennaio 2003) è stato un pittore, grafico e illustratore slovacco.

## Biografia
Frequentò le scuole private di Eugen Krón a Košice e di Gustáv Mallý a Bratislava, e successivamente l'Accademia delle Belle Arti di Praga, dove studiò sotto la guida di Max Švabinský e di Tavík František Šimon. In Cecoslovacchia divenne membro della SČUG Hollar, un'associazione di grafici cecoslovacchi. Dopo un breve periodo di studi con František Kupka a Parigi, accettò un invitato dal Ministero della Cultura e dell'Istruzione messicano per insegnare la sua arte. Divenne professore di tecniche grafiche all'Escuela de las Artes del Libro e all'Università di Città del Messico dal 1937 al 1941. 
Fra il 1942 e il 1946 visse a New York. Nel 1946 fece ritorno in Slovacchia, dove insegnò all'Università tecnica slovacca di Bratislava e all'Università Comenio. Nel 1948, anno in cui i comunisti presero il potere in Cecoslovacchia, ripartì per gli Stati Uniti. Si stabilì a Bryn Mawr, un sobborgo di Filadelfia. Dagli anni 1960 condusse una vita eremitica e creò un suo stile  simbolico-mitologico. Negli anni 1990 visse a Tucson, in Arizona, dove morì centenario.

## Stile
L'opera di Sokol fu ispirata da Vincent van Gogh, Käthe Kollwitz, George Grosz e più fortemente dall'espressionismo del gruppo Die Brücke. Inizialmente, si concentrò sulle tecniche grafiche, che successivamente - nel periodo messicano - arricchì attraverso il disegno e la pittura. I suoi dipinti sono spesso drammatici e ciò portò a considerarlo il creatore di una variante slovacca dell'espressionismo europeo. Rimase fedele ai limiti dell'arte grafica in termini di forma e figura. Dal suo lavoro emergono aspetti artistici, etnici e sociali. Sebbene il tema primario delle sue opere sia l'uomo, i motivi sociali dominano la parte espressiva, controbilanciando lo stile duro e asciutto delle incisioni e dei disegni. Le sue opere mostrano spesso la sofferenza, la pena e il dolore dell'uomo. È autore anche di numerose xilografie.

## Opere
Le sue opere più importanti sono:
- Za cieľom - baníci ("Verso l'obiettivo - minatori")
- Traja králi ("I Re Magi")
- Bača ("Il pastore")
- Nárek ("Il lamento")
- Nový mexický zákon ("Nuova legge messicana")
- Bitka žien ("Zuffa di donne")
- Matka s dieťaťom ("Madre con bambino")
- Na ceste ("In viaggio")
- Stretnutie ("L'incontro")
- Odsúdená ("Condannata")
- Starý pltník ("Il vecchio zatteriere")
- V ateliéri ("Nell'atelier")
- V uličke ("Nel vicolo")